# Вулиця Слави (Черкаси)
Ву́лиця Сла́ви — вулиця в Черкасах.

## Розташування
Вулиця простягається від пагорбу Слави до площі Слави на вулиці Хрещатик. Заїзд на вулицю здійснюється через узвіз Клубний.

## Опис
Вулиця коротка та вузька, заасфальтована. На вулиці розташовані всього 4 приватних будинки (№№ 20, 22, 24, 26), Свято-Троїцький кафедральний собор (№ 28), будинок Скловського (№ 11) та Черкаський обласний краєзнавчий музей (№ 1).

## Походження назви
Вперше вулиця згадується 1917 року як провулок Троїцький, до війни та після неї до 1967 року називався Клубним. Під час німецької окупації в 1941—1943 роках називався Троїцьким. До 1985 року вулиця була провулком Слави, а потім перетворена на вулицю. Названа на честь перемоги в Другій світовій війні.

## Джерела

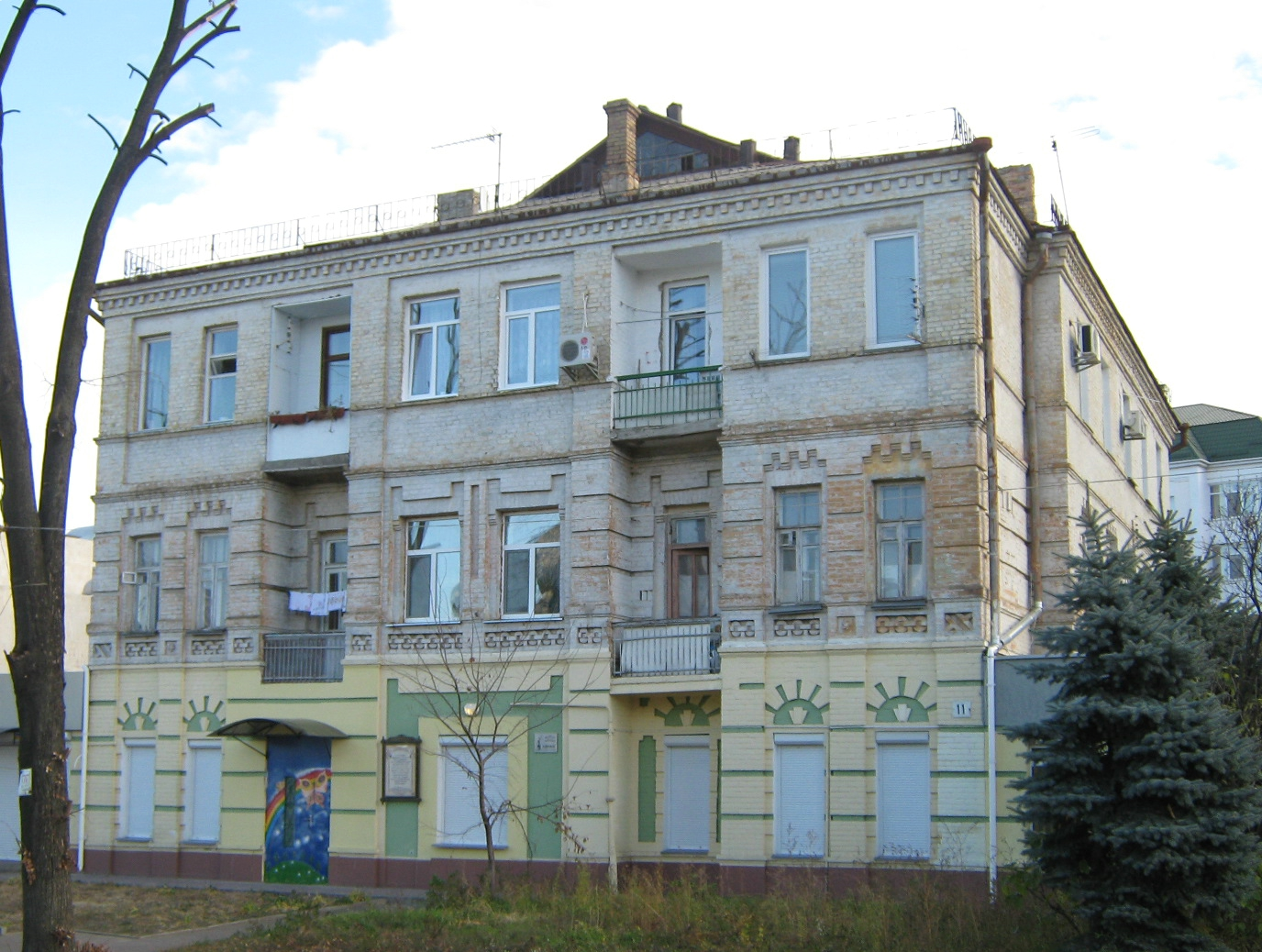
Будинок Скловського
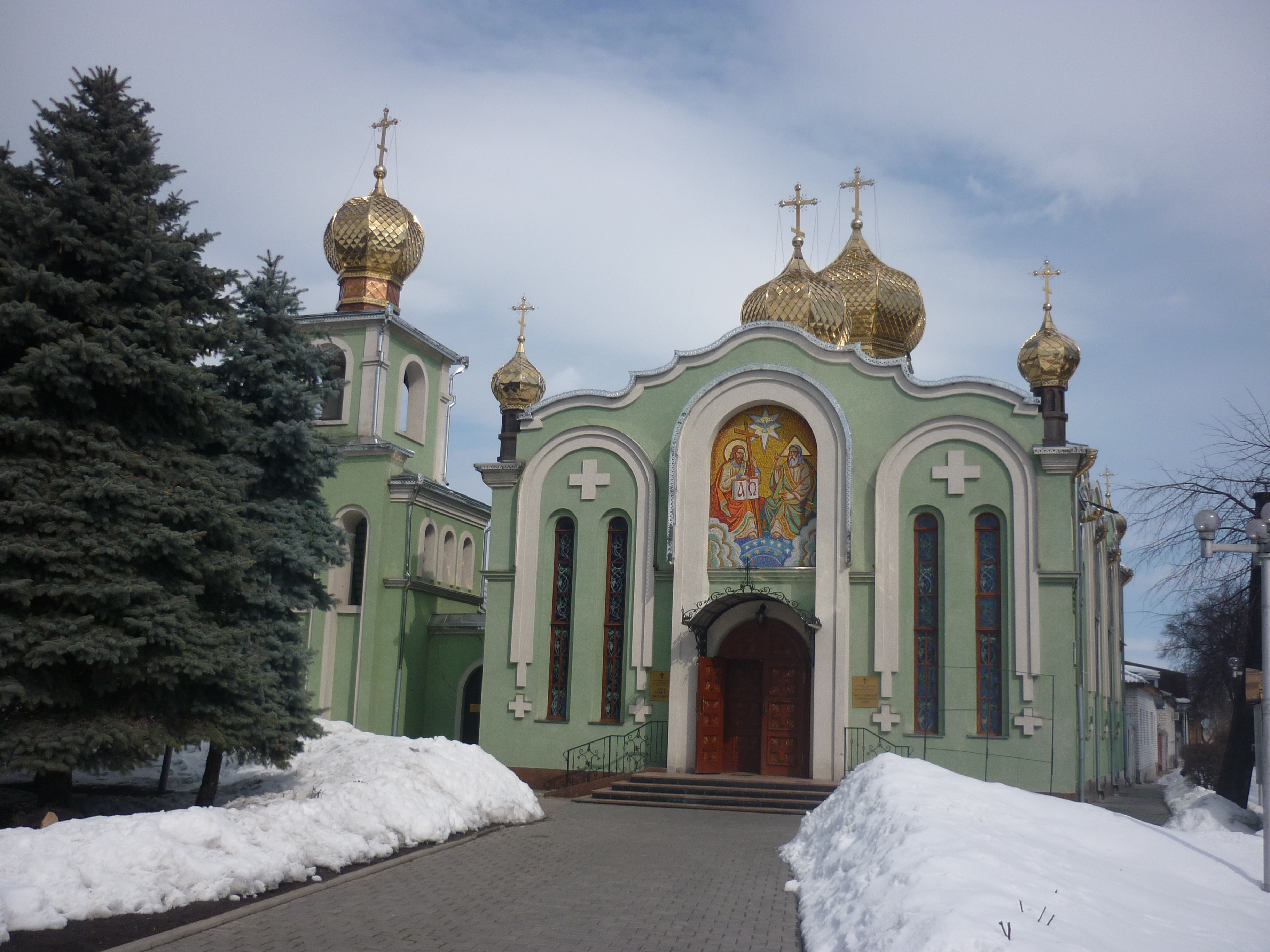
Свято- Троїцький кафедральний собор
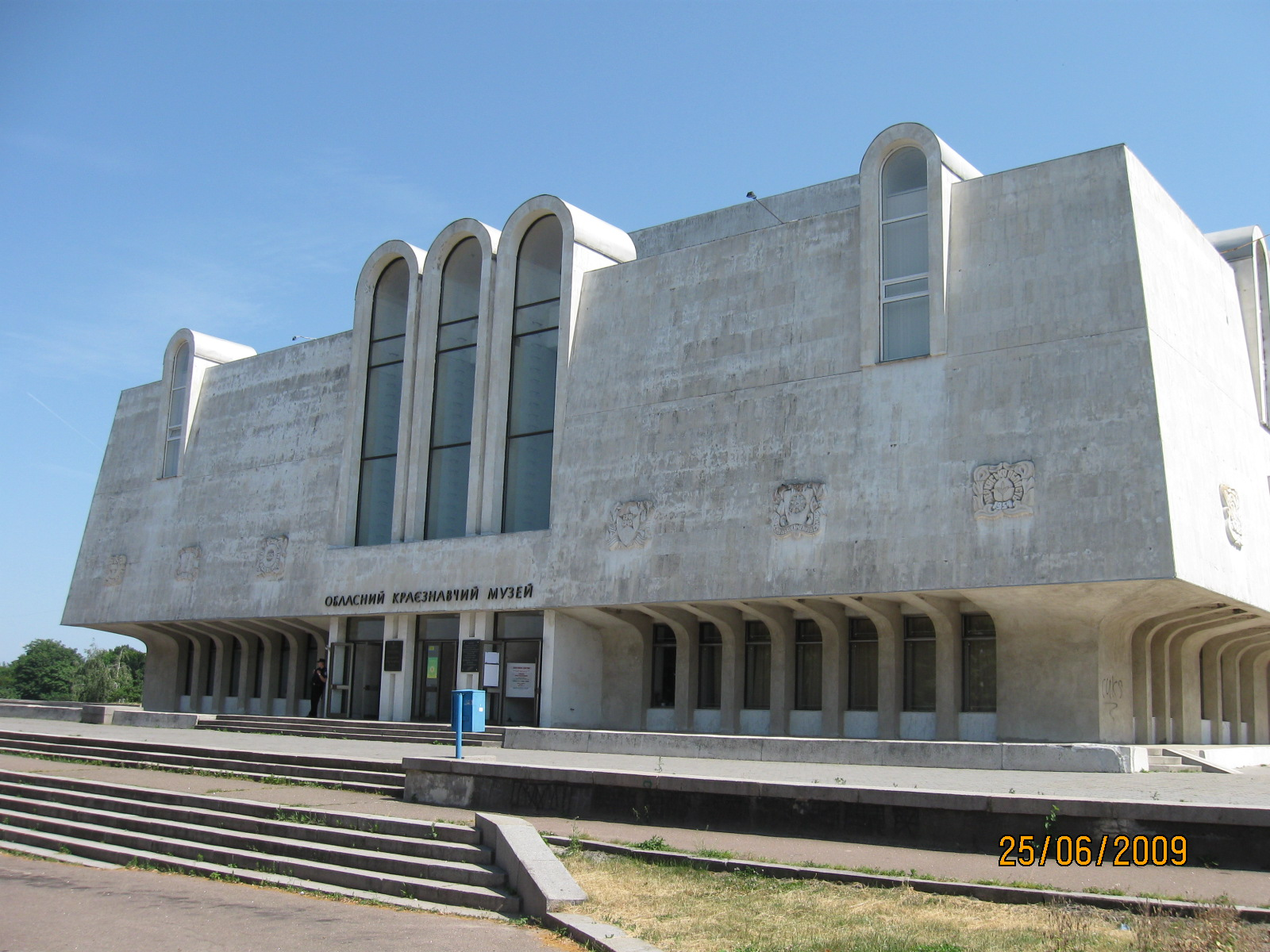
Обласний краєзнавчий музей